# Drifting Dragons
Drifting Dragons (空挺ドラゴンズ, Kūtei Doragonzu) est un seinen manga de Taku Kuwabara, prépublié dans le magazine Good! Afternoon depuis juin 2016 et publié par l'éditeur Kōdansha en volumes reliés. La version française est éditée par Pika Édition depuis mars 2020.
Une série d'animation produite par Polygon Pictures est diffusée entre le 9 janvier 2020 et le 26 mars 2020 sur Fuji TV dans le programme +Ultra. La série est diffusée à l'international sur Netflix le 30 avril 2020.

## Synopsis
Autrefois, nombreux furent les aventuriers à se mettre en quête des dragons colossaux qui se dissimulaient dans les cieux… Aujourd’hui, le Quin Zaza est l’un des rares dirigeables dragonniers encore en activité. Chacun a ses raisons d’embarquer et de poursuivre les dragons qui sillonnent les mers de nuages : pour l’argent, pour fuir la vie terrestre ou pour les denrées que ces créatures offrent ! Mais à chaque voyage, c’est la vie de tout l’équipage qui est en danger, entre tempêtes effroyables, attaques de pirates de l’air ou traques de dragons hostiles…

## Personnages
Mika (ミカ)
Voix japonaise : Tomoaki Maeno, voix française : Alexis Tomassian
Takita (タキタ)
Voix japonaise : Sora Amamiya, voix française : Emmylou Homs
Jiro (ジロー, Jirō)
Voix japonaise : Sōma Saitō, voix française : Julien Alluguette
Vanabelle (ヴァナベル, Vanaberu)
Voix japonaise : Kana Hanazawa, voix française : Maeva Meline
Gibbs (ギブス, Gibusu)
Voix japonaise : Junichi Suwabe, voix française : Stéphane Fourreau
Crocco (クロッコ, Kurokko)
Voix japonaise : Tomokazu Seki, voix française : Gilduin Tissier
Niko (ニコ)
Voix japonaise : Takahiro Sakurai, voix française : Adrien Larmande
Berko (バーコ, Bāko)
Voix japonaise : Kōsuke Toriumi, voix française : Gilbert Lévy
Capella (カペラ, Kapera)
Voix japonaise : Rie Kugimiya, voix française : Marie Nonnenmacher
Gaga (ガガ)
Voix japonaise : Kentarō Kumagai, voix française : Ludovic Baugin
Faye (フェイ, Fei)
Voix japonaise : Makoto Furukawa (en), voix française : Maxime Baudouin
Badakin (バダキン)
Voix japonaise : Takashi Matsuyama, voix française : Guillaume Desmarchelier
Oken (オーケン, Ōken)
Voix japonaise : Shunsuke Takeuchi, voix française : David Gozlan
Soraya (ソラヤ)
Voix japonaise : Yūto Uemura, voix française : Tom Trouffier
Mayne (メイン, Mein)
Voix japonaise : Chinatsu Akasaki, voix française : Fanny Bloc
Hiro (ヒーロ, Hīro)
Voix japonaise : Junya Enoki
Yoshi (ヨシ)
Voix japonaise : Kazuhiko Inoue, voix française : Bruno Magne
Lee (リー, Rī)
Voix japonaise : Hiroo Sasaki, voix française : Guillaume Bourboulon
Katja (カーチャ, Kācha)
Voix japonaise : Ayane Sakura, voix française : Valérie Bescht
Nanami (ナナミ)
Voix japonaise : Sayaka Senbongi
Ascella (アスケラ, Asukera)
Voix japonaise : Maaya Sakamoto
Ura (ウラ爺, Ura-jii)
Voix japonaise : Kiyonobu Suzuki

## Liste des volumes
| no | Japonais         | Japonais          | Français          | Français          |
| no | Date de sortie   | ISBN              | Date de sortie    | ISBN              |
| --- | ---------------- | ----------------- | ----------------- | ----------------- |
| 1 | 7 novembre 2016  | 978-4-06-388204-9 | 4 mars 2020       | 978-2-8116-3618-0 |
| Liste des chapitres : - Vol 1 : QUIN ZAZA (クィン・ザザ, Kuin Zaza) - Vol 2 : Récompense et dragon miniature à la diable (賞金と極小龍の悪魔風, Shōkin to kyokushō ryū no akuma-fū) - Vol 3 : Raison d'embarquer et terrine de dragon (乗船理由と龍のテリーヌ, Jōsen riyū to ryū no terīnu) - Vol 4 : Dragon brillant et salo fumé (光る龍と塩漬脂身の燻製, Hikaru ryū to shiozuke aburami no kunsei) - Vol 5 : Pirates de l'air et pastrama (空中海賊とパストラマ, Kūchū kaizoku to Pasutorama) |                  |                   |                   |                   |
| 2 | 1er mai 2017     | 978-4-06-388255-1 | 3 juin 2020       | 978-2-8116-5353-8 |
| Liste des chapitres : - Vol 6 : Premier dépeçage et tapisserie de dragons (はじめての解体と龍の壁掛け, Hajimete no kaitai to ryū no kabekake) - Vol 7 : Festivités et lagwan de dragon (祭りと龍肉の手延べ汁麺, Matsuri to ryū niku no tenobe shirumen) - Vol 8 : Catastrophe et dragon comestible (大災と食える龍, Ō wazawai to kueru ryū) - Vol 9 : Opération de capture d'un dragon affolé (暴れ龍捕獲作戦, Abareryū hokaku sakusen) - Vol 10 : Goulash à la marmite et dragon pané (炊き出しの釜煮と龍のカツレツ, Takidashi no kama-ni to ryū no katsuretsu) - Vol 11 : Adieux et départ (別れと旅立ち, Wakare to tabidachi) |                  |                   |                   |                   |
| 3 | 7 novembre 2017  | 978-4-06-510319-7 | 16 septembre 2020 | 978-2-8116-5660-7 |
| Liste des chapitres : - Vol 12 : Viande séchée et portrait (干し肉と似顔絵, Hoshiniku to nigao e) - Vol 13 : Dragons migrateurs et fin fond de vallée (渡りの龍と谷の底, Watari no ryū to tani no soko) - Vol 14 : Petit dragon et ragoût de cervelle façon chasseur (小さい龍と龍脳の猟師鍋, Chīsai ryū to ryū nō no ryōshi nabe) - Vol 15 : Mayonnaise à base d'huile de dragon et mont Kin (龍油のマヨネーズとキン山, Ryū-yu no mayoneizu to Kin-san) - Vol 16 : La destination des dragons migrateurs (渡りの龍の終着地, Watari no ryū no shūchaku chi) - Vol 17 : Galerie de dragons (龍の回廊, Ryū no kairō) |                  |                   |                   |                   |
| 4 | 7 mai 2018       | 978-4-06-510319-7 | 25 novembre 2020  | 978-2-8116-5817-5 |
| Au Japon, le tome 4 est également sorti en édition limitée (ISBN 978-4-06-512047-7).Liste des chapitres : - Vol 18 : Vaisseau de croisière et cheeseburger (豪華船と賄いチーズバーガー, Gōka-sen to makanai chīzubāgā) - Vol 19 : Oboro Casca et Bruno Massinga (オボロカスカ号とブルノ・マッシンガ, Oborokasuka gō to Buruno Masshinga) - Vol 20 : Frais de réparation et dessins de dragons (修理代と龍の絵, Shūri-dai to ryū no e) - Vol 21 : Pana Cotta et appel à l'extermination (パナコッタと討伐指定状, Pana Kotta to tōbatsu shitei-jō) - Vol 22 : Le dévoreur (船喰い, Fune kui) - Vol 23 : Vannie engloutie et lampe à ambre gris (食べられたヴァニーと龍, Taberareta Vanī to ryū yodare kō no ranpu) |                  |                   |                   |                   |
| 5 | 7 novembre 2018  | 978-4-06-513454-2 | 3 février 2021    | 978-2-8116-6029-1 |
| Liste des chapitres : - Vol 24 : Passager clandestin et ragoût de tripes de dévoreur (密航者と船喰いのモツ鍋, Mikkō-sha to fune kui no motsu nabe) - Vol 25 : Cadeau d'adieu et promesse (餞別と約束, Senbetsu to yakusoku) - Vol 26 : Ivrogne et champignons farcis au jambon cru maturé (酔っ払いと生ハム詰めマッシュルーム, Yopparai to nama hamu-zume masshurūmu) - Vol 27 : Base secrète et passé (秘密基地と過去, Himitsu kichi to kako) - Vol 28 : Première chasse au dragon et steak tartare (はじめての龍捕りとタルタルステーキ, Hajimete no ryū tori to tarutaru suteiki) - Vol 29 : Kraken (クラーケン, Kurāken) |                  |                   |                   |                   |
| 6 | 7 mai 2019       | 978-4-06-515527-1 | 7 avril 2021      | 978-2-8116-6081-9 |
| Au Japon, le tome 6 est également sorti en édition limitée (ISBN 978-4-06-515530-1).Liste des chapitres : - Vol 30 : S'échapper du vent (嵐からの脱出, Arashi kara no dasshutsu) - Vol 31 : Dispute et carpaccio de Kraken (喧嘩とクラーケンのカルパッチョ, Kenka to kurāken no karupaccho) - Vol 32 : Droit de chasse aux dragons (龍捕りの資格, Ryū tori no shikaku) - Vol 33 : Le dragon au grappin (銛付き, Mori-tsuki) - Vol 34 : Duel et jambe artificielle (決闘と義足, Kettō to gisoku) - Vol 35 : Père et fille (父と娘, Chichi to musume) |                  |                   |                   |                   |
| 7 | 7 novembre 2019  | 978-4-06-517587-3 | 9 juin 2021       | 978-2-8116-6083-3 |
| Liste des chapitres : - Vol 36 : Tir et sandwich de dragon (射撃と龍肉のクバーノサンド, Shageki to ryū niku no kubānosando) - Vol 37 : Salle des machines et gâteau au rôti de dragon (機関室と龍肉のローストミートケーキ, Kikan-shitsu to ryū niku no rōsuto mīto keiki) - Vol 38 : Jeu du naufrage à haut risque (命賭けの沈没ゲーム, Inochi kake no chinbotsu geimu) - Vol 39 : Mayuro et brioches poivrées fourrées à la viande de dragon (マユーロと龍肉餡の胡椒, Mayūro to ryū niku an no koshō) - Vol 40 : Cheeron de la lanterne rouge et mets d'apéritif (赤提灯の赤龍と酒の肴, Aka chōchin no aka ryū to sake no sakana) |                  |                   |                   |                   |
| 8 | 6 mars 2020      | 978-4-06-518878-1 | 18 août 2021      | 978-2-8116-6085-7 |
| Liste des chapitres : - Vol 41 : Le labyrinthe de Tian Shan (天山迷路, Tenzan meiro) - Vol 42 : Labyrinthe de Tian Shan et steak à la pierrade (天山迷路と石焼きステーキ, Tenzan meiro to ishiyaki suteiki) - Vol 43 : Sécond départ et sandwich moelleux de carrés de dragon (再出発と龍の角煮のパオサンド, Sai shuppatsu to ryū no kakuni no pao sando) - Vol 44 : Loi du ciel (空の掟, Sora no okite) - Vol 45 : Dénouement et viande crue de dragon de Tian Shan (決着と天山龍の脂刺し, Kecchaku to Tenzan ryū no abura sashi) |                  |                   |                   |                   |
| 9 | 7 septembre 2020 | 978-4-06-520746-8 | 13 octobre 2021   | 978-2-8116-6517-3 |
| Liste des chapitres : - Vol 46 : Le dévoreur légendaire (伝説の船喰い, Densetsu no fune kui) - Vol 47 : Financement et fondue de viande de dragon de Tian Shan (資金集めと天山涮龍肉, Shikin atsume to Tenzan Shuàn Long niku) - Vol 48 : Meloe, la ville industrielle (工業都市・メロエ市, Kōgyō toshi Meroe-shi) - Vol 49 : Dragon échoué et tarte au citron façon arena (堕ちる龍とアレーナ風レモンパイ, Ochiru ryū to areina-fū remon pai) - Vol 50 : Opération de capture de dragon vivant (龍の生け捕り作戦, Ryū no ikedori sakusen) |                  |                   |                   |                   |
| 10 | 5 mars 2021      | 978-4-06-522496-0 | 24 novembre 2021  | 978-2-8116-6577-7 |
| Liste des chapitres : - Vol 51 : Baptême et duo de chefs cuistots (解纜式と二人のコック, Kairan shiki to futari no kokku) - Vol 52 : Nouveau cap (新たな針路, Arata na shinro) - Vol 53 : Impatience et tajine de dragon au curry (焦燥と龍肉のカレータジン, Shōsō to ryū niku no karei tajin) - Vol 54 : La vérité dans le brouillard (霧の中の真実, Kiri no naka no shinjitsu) - Vol 55 : Rencontre fortuite (遭遇, Sōgū) - Vol 56 : Marinade de dragon et retrouvailles attendues (龍肉のレモナートと決意の再会, Ryū niku no remonāto to ketsui no saikai) |                  |                   |                   |                   |
| 11 | 5 août 2021      | 978-4-06-524377-0 | 9 mars 2022       | 978-2-8116-6795-5 |
| Liste des chapitres : - Vol 57 : Ceux qui émanent du brouillard (霧から現れし者, Kiri kara araware shi mono) - Vol 58 : Twiita (ツィータ, Tsīta) - Vol 59 : Combat en solitaire (独りの闘い, Hitori no tatakai) - Vol 60 : De l’autre côté du brouillard (霧の向こうに, Kiri no mukō ni) - Vol 61 : Viande de dragon cuite à la vapeur et sentiment de séparation (龍肉の砂蒸し焼きと別れの予感, Ryū niku no suna mushiyaki to wakare no yokan) |                  |                   |                   |                   |
| 12 | 7 janvier 2022   | 978-4-06-526554-3 | 26 octobre 2022   | 978-2-8116-7120-4 |
| Liste des chapitres : - Vol 62 : Deuxième terrine pressée et armistice (二度目のプレステリーヌと調印式, Ni do-me no puresu terīnu to chōin shiki) - Vol 63 : Le dragon porté par le vent (龍は風に乗って, Ryū wa kaze ni notte) - Vol 64 : Départ, piccata et omelette d’œuf de dragon (旅立ちと龍肉のピカタと龍卵のオムレツ, Tabidachi to ryū niku no pikata to ryū tamago no omuretsu) - Vol 65 : Activité parallèle et œuf enrobé à la viande de dragon (副業と龍肉のミンスエッグ, Fukugyō to ryū niku no minsueggu) - Vol 66 : Plan de construction et ragoût en cocotte dans la salle des machines (設計図と機関室のまかないキャセロール, Sekkeizu to kikanshitsu no makanai kyaserōru) - Vol 67 : 宝探しと龍の塩漬け肉の炒麺 (Takarasagashi to ryū no shiozuke niku no i men) - Vol 68 : 幽霊船を追って (Yūreibune o otte) |                  |                   |                   |                   |
| 13 | 7 juillet 2022   | 978-4-06-528159-8 | 15 mars 2023      | 978-2-8116-7770-1 |
| 14 | 7 décembre 2022  | 978-4-06-529932-6 | 20 septembre 2023 | 978-2-8116-8155-5 |
| 15 | 8 mai 2023       | 978-4-06-531479-1 | 6 mars 2024       | 978-2-8116-8630-7 |
| 16 | 7 novembre 2023  | 978-4-06-533688-5 |                   |                   |
| 17 | 5 avril 2024     | 978-4-06-535016-4 |                   |                   |

## Série d'animation

Logo original de l'anime.

Le manga est adapté en une série télévisée d'animation de 12 épisodes produite par Polygon Pictures.
La série est réalisée par Tadahiro Yoshihira, tandis que Makoto Uezu en gère la composition, Kyoko Kotani les chara-design et Masaru Yokoyama la composition de la musique. Elle est diffusée entre le 9 janvier 2020 et le 26 mars 2020 sur Fuji TV dans le programme +Ultra, ainsi que sur KTV, THK, TNC, UHB et BS Fuji. La série est diffusée à l'international sur Netflix le 30 avril 2020.
Le thème d'ouverture, Gunjō, est interprété par Yoh Kamiyama, et le générique de fin, Zettai Reido, par Akai Ko-en,.

### Liste des épisodes
| No | Titre de l’épisode en français               | Titre original de l’épisode                                            | Date de 1re diffusion |
| -- | -------------------------------------------- | ---------------------------------------------------------------------- | --------------------- |
| 1  | Quin Zaza                                    | クィン・ザザ号 Ku~in zaza-gō                                           | 9 janvier 2020        |
| 2  | Primes et dragonnet à la diable              | 賞金と極小龍の悪魔風 Shōkin to kyokushō ryū no akuma-fū                | 16 janvier 2020       |
| 3  | Dragon étincelant                            | 光る龍と Hikaru ryū to                                                 | 23 janvier 2020       |
| 4  | Raisons de s'envoler et terrine de dragon    | 乗船理由と龍のテリーヌ Jōsen riyū to ryū no terīnu                     | 30 janvier 2020       |
| 5  | Pirates du ciel et pastrami                  | 空中海賊とパストラマ Kūchū kaizoku to pasutorama                       | 6 février 2020        |
| 6  | Festival et Dragon Laghman                   | 祭りと龍肉の手延べ汁麺 Matsuri to ryū niku no te nobe-jiru men         | 13 février 2020       |
| 7  | Désastre et dragons comestibles              | 大災と食える龍 Taisai to kueru ryū                                     | 20 février 2020       |
| 8  | Objectif : abattre le dragon en furie        | 暴れ龍捕獲作戦 Abare ryū hokaku sakusen                                | 27 février 2020       |
| 9  | Goulasch et côtelette de dragon              | 炊き出しの釜煮と龍のカツレツ Takidashi no kama ni to ryū no katsuretsu | 5 mars 2020           |
| 10 | Dragons migrateurs et profondeurs de l'abîme | 渡り龍と谷の底 Watari ryū to tani no soko                              | 12 mars 2020          |
| 11 | Dragonnet et ragoût                          | 小さい龍と龍脳の猟師鍋 Chīsai ryū to ryū nō no ryōshi nabe             | 19 mars 2020          |
| 12 | Le couloir des dragons                       | 龍の回廊 Ryū no kairō                                                  | 26 mars 2020          |